# Besoin primaire
 (août 2013).
Les êtres humains sont animés par une palette très diverse de besoins. Parmi ceux-ci, certains sont habituellement catégorisés comme des besoins primaires, besoins élémentaires, besoins fondamentaux, besoins indispensables, ou encore besoins physiologiques. Ils incluent les éléments indispensables à la survie : respirer, boire, manger, éliminer, se protéger du froid et de la chaleur, être en sécurité, dormir. Plus généralement, on parle de besoins vitaux. Ils sont au nombre d'une cinquantaine et s'inscrivent dans d'autres catégories : psychologiques, émotionnels, intellectuels et spirituels interconnectées entre eux et avec les besoins physiologiques.
Quelques besoins primaires sont satisfaits par la nature, notamment celui de respirer, mais la majorité d’entre eux ne le sont pas et nécessitent des actions volontaires de la part de l'individu. La nature (le corps) envoie des signaux, notamment émotionnels. La personne en bonne santé mentale et dans des conditions normales d'environnement est seule responsable de la satisfaction adéquate de ses besoins vitaux. Elle est amenée à pouvoir exprimer une demande de manière juste, à la bonne personne, au bon moment. Ce qui fonde la nécessaire solidarité entre les humains.
Plusieurs classifications des besoins humains existent actuellement dans la littérature, on peut citer non exhaustivement :
- La classification des désirs d’Épicure
- La pyramide des besoins d'Abraham Harold Maslow
- Les quatorze besoins fondamentaux de Virginia Avenel Henderson
- Les besoins humains fondamentaux de Manfred Max-Neef
- Les besoins humains de Len Doyal et Ian Gough
- La liste de besoins de Marshall Bertram Rosenberg